# USS Tom Green County (LST-1159)
El USS Tom Green County (LST-1159) fue un buque de desembarco de tanques clase Terrebonne Parish de la Armada de los Estados Unidos. Fue adquirido por la Armada Española y renombrado Conde de Venadito (L-13).

## Historia
Fue construido a mediados de la década de 1950 por Bath Iron Works y entró en servicio con la Armada de los Estados Unidos en 1953.
El Tom Green County participó de las operaciones durante la guerra de Vietnam entre 1965 y 1969.
Entre 1971 y 1972, la Armada Española adquirió los USS Terrebonne Parish, USS Wexford County y USS Tom Green County, los cuales adoptaron los nombres de Velasco, Martín Álvarez y Conde de Venadito, respectivamente.
Causó baja en 1990.